# Gesetz zur Neugliederung von Gemeinden des Landkreises Grevenbroich
Das Gesetz zur Neugliederung von Gemeinden des Landkreises Grevenbroich wurde am 30. Juni 1969 verkündet und gliederte einige Gemeinden des Landkreises Grevenbroich (ab 1. Okt. 1969: Kreis Grevenbroich) neu. Vier Gemeinden wurden zu zwei neuen Gemeinden zusammengeschlossen und zwei Ämter aufgelöst.
Durch das Düsseldorf-Gesetz erfolgte zum 1. Januar 1975 eine weitere Neugliederung von Gemeinden des Kreises Grevenbroich, auch derjenigen, die erst 1969 entstanden waren. Der bisherige Kreis Grevenbroich wurde nach Eingliederung der zuvor kreisfreien Stadt Neuss (bis 1968: Neuß) in Kreis Neuss (ab 1. Juli 2003: Rhein-Kreis Neuss) umbenannt.

## Kurzbeschreibung
| § 1 | Zusammenschluss der Gemeinden Dormagen und Hackenbroich zur neuen Stadt Dormagen, Auflösung des Amtes Dormagen           |
| § 2 | Zusammenschluss der Gemeinden Frimmersdorf und Neurath zur neuen Gemeinde Frimmersdorf, Auflösung des Amtes Frimmersdorf |
| § 3 | Bestätigung von Gebietsänderungsverträgen                                                                                |
| § 4 | Zuordnung zu Amtsgerichten: - Dormagen zum Amtsgericht Neuss - Frimmersdorf zum Amtsgericht Grevenbroich                 |
| § 5 | Inkrafttreten am 1. Juli 1969                                                                                            |